# Straßenbahn Hiroshima

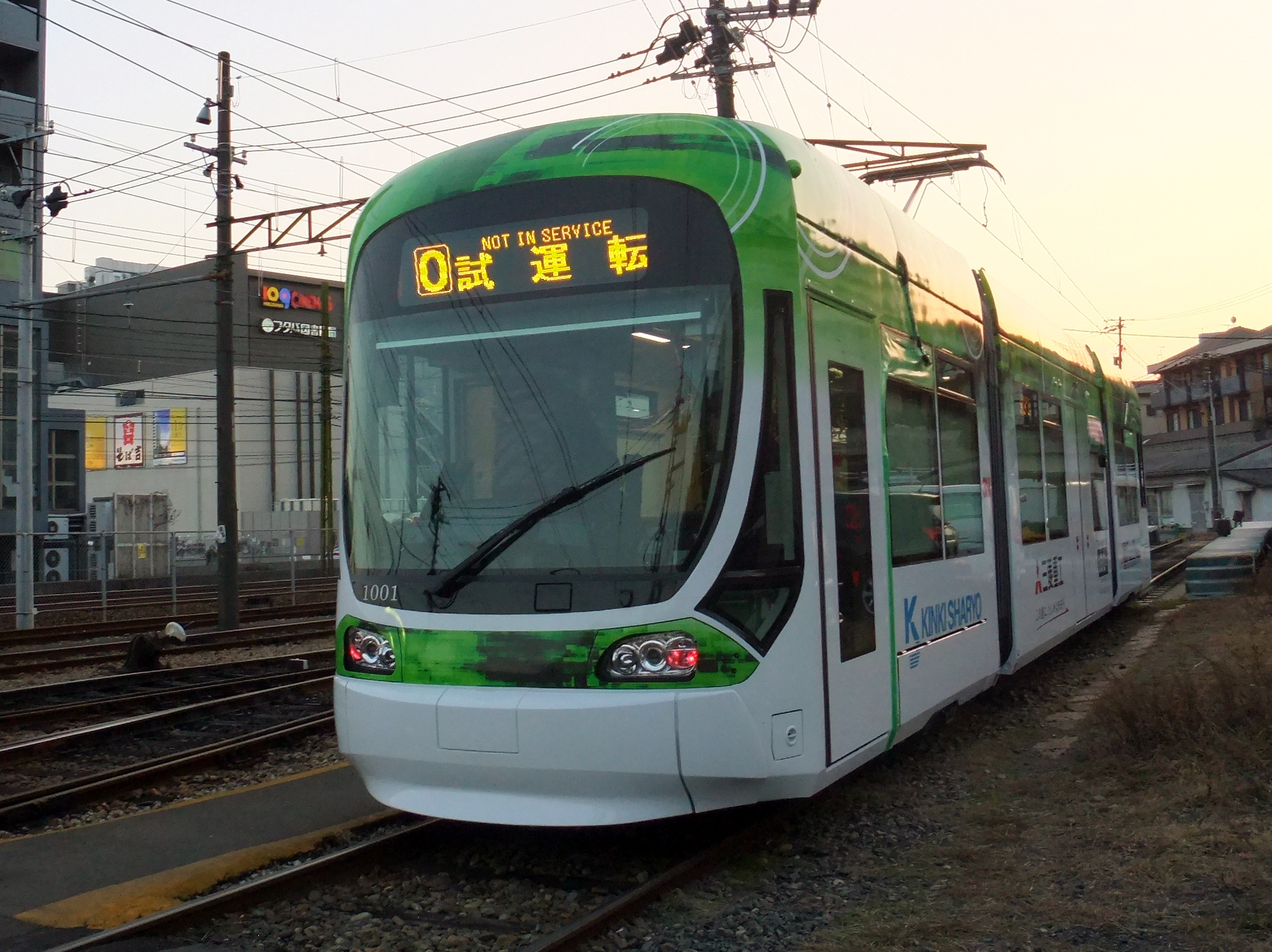
„PICCOLO“ im Depot

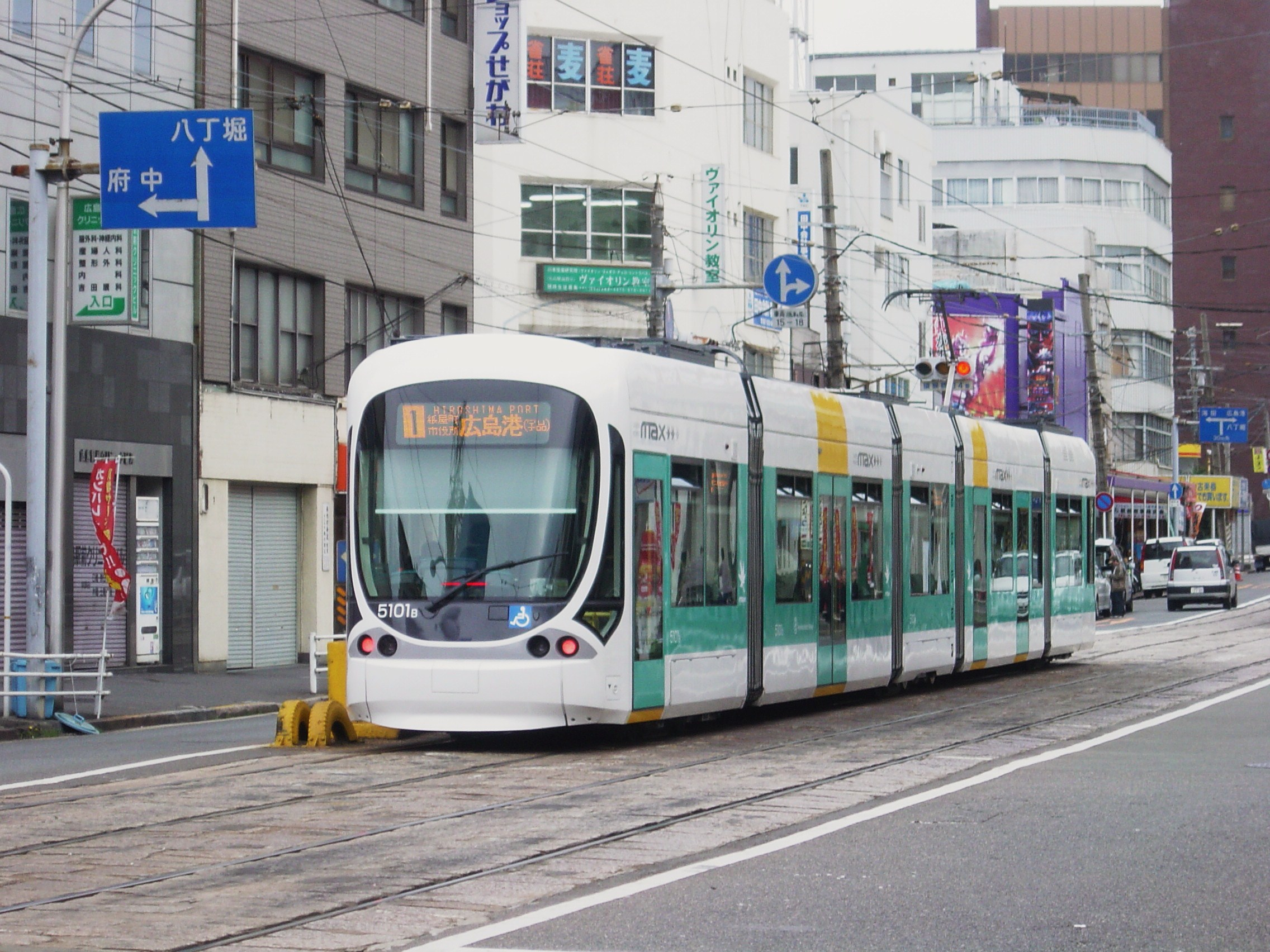
„Green Mover max“

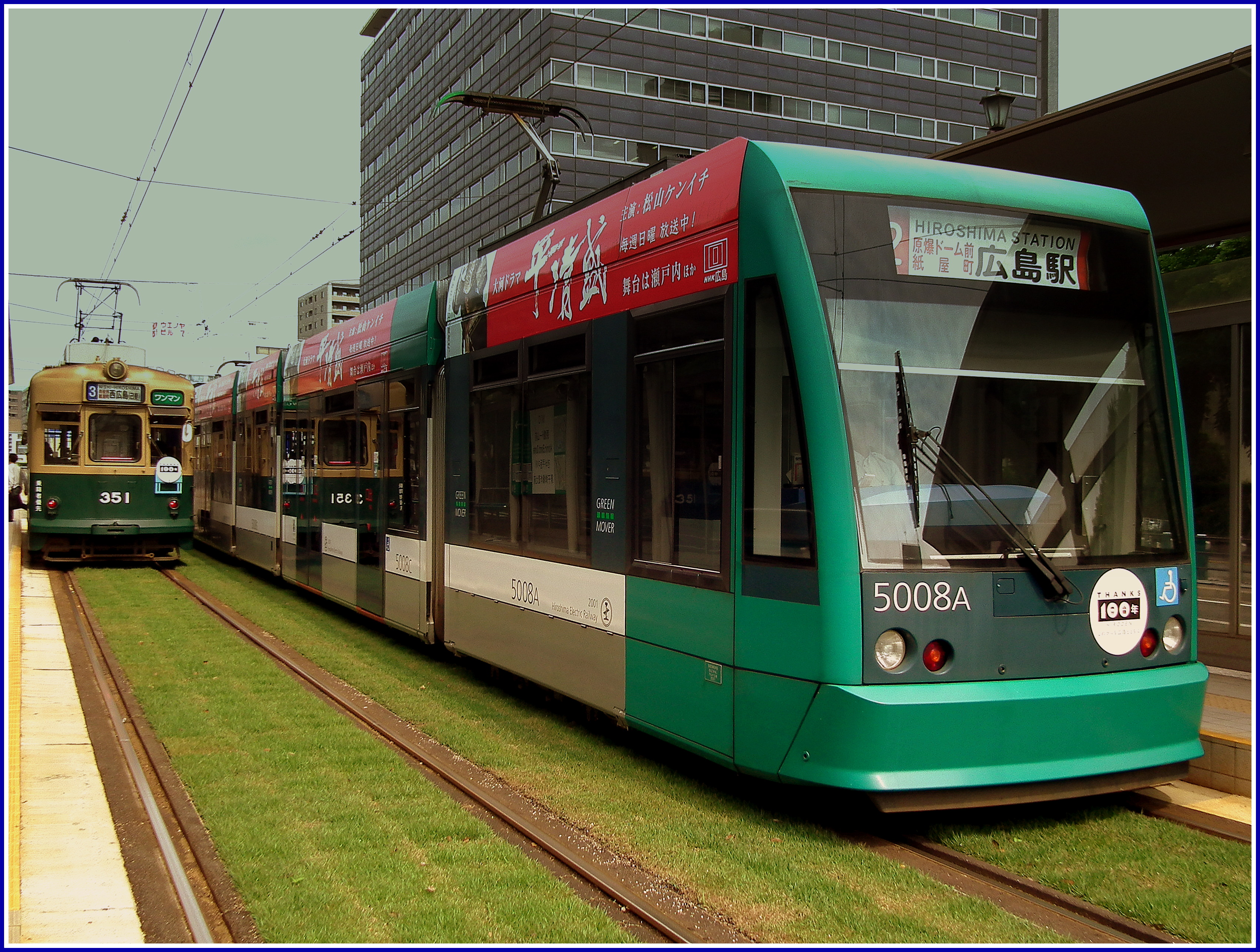
Combino auf der Hauptlinie

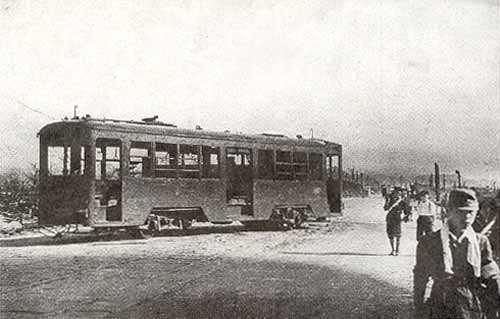
Von der Atombombenexplosion zerstörte Straßenbahn #651, 1945

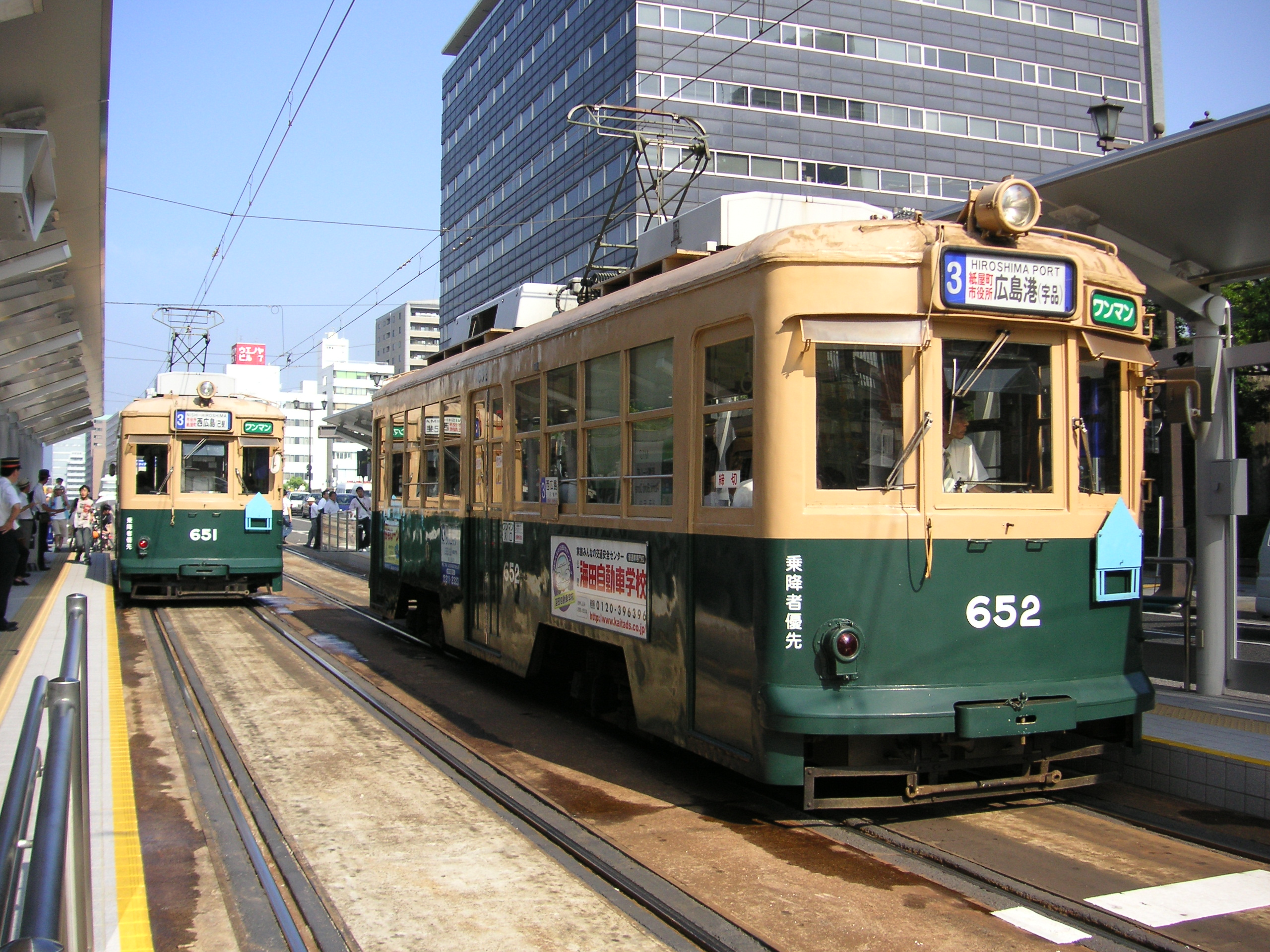
Restaurierte Straßenbahnen #651 und #652 in der Nähe der Atombombenkuppel, 2006

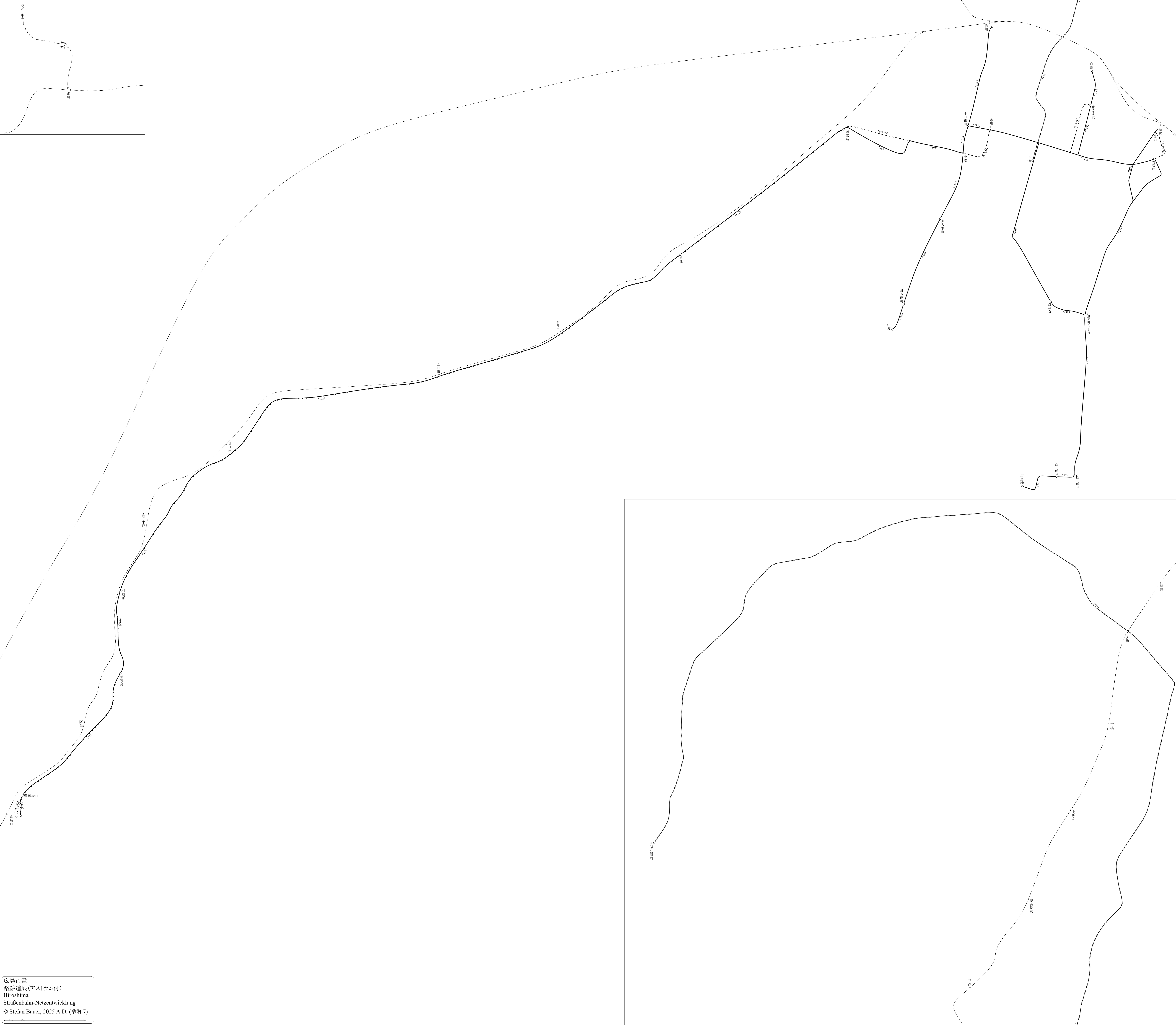
Netzentwicklung (durchgezogen = Bestand, unterbrochen = stillgelegt)

Die Straßenbahn Hiroshima (広島電鉄株式会社) ist das Straßenbahnnetz in Hiroshima auf der Insel Honshū in Japan. Es wird durch die Privatgesellschaft Hiroshima Dentetsu (jap. 広島電鉄), kurz Hiroden (広電), betrieben. Nach der reinen Netzlänge handelt es sich um das größte derzeit betriebene Straßenbahnnetz Japans.

## Strecken
| Name                   | Länge | Linien              | Streckenführung                                                                     | Haltestellen | Dauer von Start zum Ziel |
| ---------------------- | ----- | ------------------- | ----------------------------------------------------------------------------------- | ------------ | ------------------------ |
| Honsen (本線)          | 5,5   | 1, 2, 3, 5, 6, 7, 8 | Bahnhof Hiroshima (広島駅) – Hiroden Nishi-Hiroshima (広電西広島)                   | 20           | 32                       |
| Ujina-sen (宇品線)     | 5,7   | 1, 3, 5, 7          | Hafen Hiroshima (広島港) – Kamiyachō-Higashi / Kamiyachō-Nishi (紙屋町東／紙屋町西) | 19           | 30                       |
| Eba-sen (江波線)       | 2,6   | 6, 8                | Eba (江波) – Dobashi (土橋)                                                         | 7            | 13                       |
| Hakushima-sen (白島線) | 1,2   | 9                   | Hakushima (白島) – Hatchōbori (八丁堀)                                              | 4            | 7                        |
| Minami-sen (皆実線)    | 2,5   | 5                   | Minamimachi 6-chōme (皆実町六丁目) – Matobachō (的場町)                             | 7            | 11                       |
| Yokogawa-sen (横川線)  | 1,4   | 7, 8                | Bahnhof Yokogawa (横川駅) – Tōkaichimachi (十日市町)                                | 5            | 6                        |

Daneben gibt es noch die stadtbahnähnliche Miyajima-sen (宮島線), bestehend aus 21 Haltestellen, von Hiroden Miyajima-guchi (広電宮島口) nach Hiroden Nishi-Hiroshima (広電西広島) in der Nachbarstadt Hatsukaichi auf einer Gesamtlänge 16,1 km. Diese ist rechtlich als Eisenbahn konzessioniert und verläuft vom Straßenverkehr getrennt, wird jedoch analog zu den anderen Linien ebenfalls mit der konventionellen Straßenbahninfrastruktur betrieben.

## Linien
| Nr. | Strecken                | Streckenführung / wichtige Haltestellen                                                                             | Haltestellen                | Dauer [min]                 |
| --- | ----------------------- | --- | --------------------------- | --------------------------- |
| 1   | Honsen, Ujina           | Bahnhof Hiroshima – Hatchōbori – Kamiyachō-Higashi – Hafen Hiroshima                                                | 27                          | 44                          |
| 2   | Honsen, Miyajima        | Bahnhof Hiroshima – Hatchōbori – Kamiyachō – Tōkaichimachi – Hiroden Nishi-Hiroshima (Koi) – Hiroden Miyajima-guchi | 20 (Honsen) + 20 (Miyajima) | 32 (Honsen) + 31 (Miyajima) |
| 3   | Ujina, Honsen           | Hafen Hiroshima – Kamiyachō-Nishi – Tōkaichimachi – Hiroden Nishi-Hiroshima (Koi)                                   | 29                          | 48                          |
| 5   | Honsen, Minami, Ujina   | Bahnhof Hiroshima – Hijiyama-shita (比治山下) – Hafen Hiroshima                                                     | 18                          | 28                          |
| 6   | Honsen, Eba             | Bahnhof Hiroshima – Hatchōbori – Kamiyachō – Tōkaichimachi – Eba                                                    | 20                          | 35                          |
| 7   | Ujina, Honsen, Yokogawa | Hiroden Honsha-mae (広電本社前) – Kamiyachō-Nishi – Tōkaichimachi – Yokogawa                                        | 15                          | 25                          |
| 8   | Eba, Honsen, Yokogawa   | Eba – Tōkaichimachi – Yokogawa                                                                                      | 12                          | 21                          |
| 9   | Hakushima               | Hatchōbori – Hakushima                                                                                              | 5                           | 7                           |

## Geschichte
Der Betrieb wurde 1912 mit Anlage der Honsen, Hakushima-sen und der Ujina-sen bis Miyuki-bashi (御幸橋) eröffnet, letztere 1915 bis zum Hafen erweitert. 1917 folgte die Yokogawa-sen und erst 1943/44 die Minami- und Eba-sen (mit gleichzeitiger Trassenverlegung im Übergang zur Honsen).
Die Miyajima-sen wurde ausgehend vom Bahnhof Nishi-Hiroshima von 1922 bis 1931 errichtet; der durchgehende Betrieb mit der Straßenbahn wurde aber erst 1958 aufgenommen.
Das Netz wurde durch den Abwurf der Atombombe auf Hiroshima am 6. August 1945 aufs schwerste beschädigt, jedoch fuhr schon nach drei Tagen wieder die erste Straßenbahn und der Betrieb wurde vollständig wiederaufgebaut.
Die Nachkriegszeit brachte neben Umtrassierungen an der westlichen Honsen und der Hakushima-sen kleinere Erweiterungen der Eba-sen (1954) und Ujina-sen (1967). Eine letzte kleine Erweiterung erfuhr wiederum die Ujina-sen 2003. Im August 2025 wurde zudem mit der Ekimae-Ohashi-Strecke eine neue Strecke zum Bahnhof eröffnet. Im Gegenzug wurde die bisher verwendete Strecke zum Bahnhof stillgelegt.

## Fahrzeuge
Für den regulären Linienbetrieb stehen insgesamt 135 Fahrzeuge, davon 61 vierachsige Triebwagen und 37 achtachsige, dreiteilige Gelenktriebwagen („Green Liner“) aus verschiedenen Serien in Hochflurbauweise zur Verfügung. Außerdem lieferte Siemens in den Jahren 1999 bis 2002 zwölf niederflurige, fünfteilige Combino („Green Mover“), welche aufgrund der internationalen Combino-Krise und den damit verbundenen entstandenen Fahrzeugschäden bis 2005 saniert wurden. Daraufhin baute ein japanisches Konsortium bestehend aus den Firmen Kinki Sharyō, Mitsubishi Heavy Industries und Tōyō Denki unter Lizenz eine konstruktiv verbesserte Ausführung, darunter zehn fünf- („Green Mover max“) und acht dreiteilige („Green Mover Lex“/„Piccolo“/„Piccola“) Niederflur-Gelenktriebwagen. Die neuesten Fahrzeuge sind acht fünfteilige Multigelenkwagen vom Typ Green Mover Apex, die ab 2019 ausgeliefert wurden und einen Teil der Combino-Flotte ersetzt haben.
Darüber hinaus gibt es einige Parade- und Sonderwagen, die zu besonderen Anlässen im Museumsverkehr eingesetzt werden oder für Partyfahrten gemietet werden können.
Die Typenvielfalt und das Alter mancher Fahrzeuge führten zum Ruf des Betriebs als rollendes Straßenbahnmuseum (動く電車の博物館 Ugoku densha no hakubutsukan); mittlerweile zeigt sich aber ein deutlich moderneres und einheitlicheres Bild.

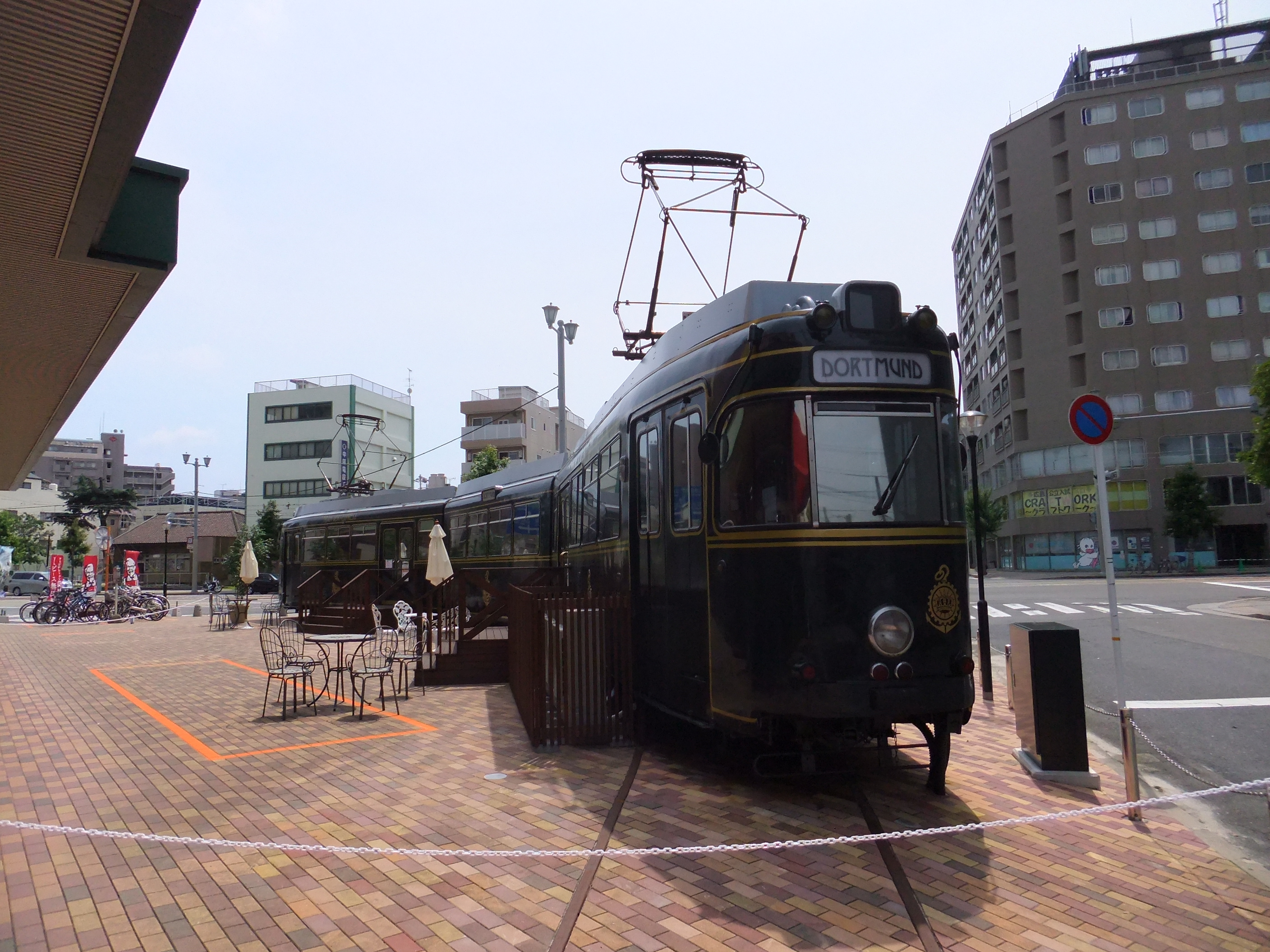
Dortmunder GT8 als Café (2012)

Ab 1981 fuhren in Hiroshima zwei GT8 aus Dortmund zunächst im Linienverkehr, später überwiegend für Sonderfahrten. Ein Wagen (Tw 77; ex DSW 80) wurde 2006 verschrottet, der andere (Tw 76) wurde 2012 als Caféwagen Travel Express (トランヴェール・エクスプレ) neben der Hauptverwaltung der Hiroden aufgestellt. Der Wagen steht mittlerweile als Installation Station Court (ステージョンコート) im Abschnitt Naminowa Garage (なみのわガレージ) des Einkaufszentrums The Outlets Hiroshima, wo er als Vergnügungsattraktion (3D-Simulator) dient. Zusätzlich kann der Wagen auf Anfrage besichtigt oder als Partyraum angemietet werden.

Aus Hannover kam 1989 im Rahmen der Städtepartnerschaft unentgeltlich der Aufbau-Tw 238, der traditionell als Weihnachtsstraßenbahn (クリスマス電車 Kurisumasu densha) im Sonderverkehr eingesetzt wird. In den wärmeren Jahreszeiten kommt er aufgrund fehlender Klimaanlagen nur selten zum Einsatz.

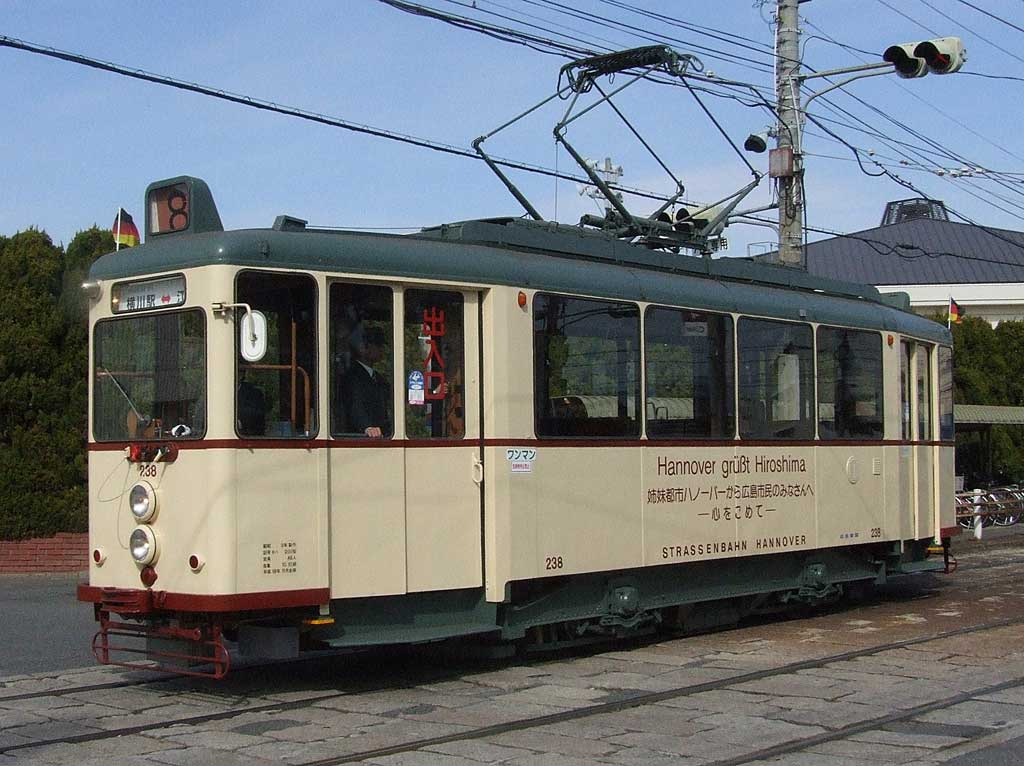
Typ T2 (200–238) als Geschenk Hannovers